# Jaume Vilà i Mèlich
Jaume Vilà i Mèlich (Cornellà de Llobregat, Baix Llobregat, 4 de febrer de 1907 - 15 d'octubre de 1982), també conegut per l'acrònim Javimel, fou un músic instrumentista de violí, tenora, tible i contrabaix, compositor de sardanes, i director de cobla, fundador de la Cobla La Principal del Llobregat.
Va compaginar la seva carrera musical amb altres oficis, va treballar a la fàbrica La Llana, després a Cables Elèctrics i, finalment, a la Siemens.

## Biografia
Javimel forma part d'una nissaga de músics iniciada pel seu avi Diego Vilà i Priu i el seu pare Dídac Vilà i Moragues, i que continuaran els seus fills Josep Vilà i Figueras i Jaume Vilà i Figueras. Va formar part de l'orquestra L'Artística Llobregatana (1914-1929), la qual després passaria a anomenar-se Cobla-orquestra del Llobregat Arxivat 2019-06-01 a Wayback Machine., fundada per Javimel, que finalment s'anomenaria La Principal del Llobregat, fins l’actualitat. Jaume Vilà i Mèlich en fou l'ànima d'aquesta cobla de la qual n'esdevingué el director després de tocar-hi el tible, la tenora i el contrabaix.

### Família i infantesa
Segon fill del matrimoni format per Dídac Vilà i Moragues i Llúcia Mèlich i Vinyals, qui va traspassar dos mesos després de donar a llum a en Jaume i al seu germà bessó, mort en néixer. La seva arribada a la família va assegurar la continuïtat de la nissaga musical, ja que la seva germana gran, Mercè Vilà i Mèlich, no s'hi va dedicar.
El 2 de juny de 1932, a l'església parroquial de Cornellà de Llobregat, es va casar amb Dolors Figueras i Casas amb qui va tenir nou fills Josep, Rosa Maria, Cecilia (qui va traspassar amb dos anys), Remei, Cecilia, Antoni, Llúcia, Maria Dolors i Jaume.

### Formació musical
Va començar a tocar el violí als set anys i ben aviat va sortir a escena amb la Cobla Barcelona al Prat de Llobregat, abans de formar part de La Artística Llobregatana. Més endavant, va perfeccionar els estudis de violí a l'Acadèmia Marshall, fundada per Enric Granados, on es va formar amb Marià Perelló.
En qualitat d’intèrpret de tenora i tible es va formar amb Albert Martí, el qual havia format la Barcelona-Albert Martí després de deixar la Cobla Barcelona. No va estudiar composició, i en aquesta disciplina va ser autodidacta.

### Participació en l'orquestra La Artística Llobregatana
A partir de 1921, amb catorze anys, juntament amb el seu pare Dídac Vilà i Moragues, al contrabaix, es va incorporar com a violí primer al “Personal Artístic” de l’orquestra La Artística Llobregatana, la qual va ser presentada per primera vegada l’any 1914 a La Unió Social a Cornellà de Llobregat, sent-ne el director Francesc Figuera.
Entre el 1926 i el 1929, La Artística Llobregatana va haver de fer front a un període sense contractes arran de l’arribada del jazz, gènere que va posar de moda formacions més petites, i també per la falta de músics locals. Durant aquests anys, Jaume Vilà i Mèlich va buscar feina en els aplecs i en les audicions de sardanes. Aquesta situació el va empènyer a fundar la Cobla.

### Els anys a la Cobla-orquestra Llobregat, La Principal del Llobregat
Davant aquesta situació, en lloc de convertir-se en una altra jazz-band, La Artística Llobregatana va decidir reconvertir-se en la Cobla-orquestra Llobregat. Aquest canvi va ser liderat per en Jaume Vilà i Mèlich. Els músics van haver d’aprendre a tocar nous instruments, el flautí i la flauta van donar pas al flabiol, el clarinet segon, al tible segon, etc. La formació es va estrenar l’any 1929, també a la Unió Social, havent de llogar el tible procedent de la Banda Municipal de Barcelona. Els primers anys, van adaptar el seu repertori a les seves possibilitats i van tocar per diversos pobles del Baix Llobregat i, més endavant, ja amb el nom de La Principal del Llobregat, i de forma regular a Barcelona, al Palau de la Música, a Les audicions del 101 i a la Plaça Espanya.
A la Cobla, Jaume Vilà i Mèlich va començar com a segon tenora fins al 1931 i, poc després, va cobrir la vacant de tible solista fins al 1943.
En torn l’any 1932, a més, per garantir l'economia familiar, va realitzar interpretacions de violí i d'altres instruments en diversos tipus d’escenari, des del Gran Teatre del Liceu fins a El Molino. També va treballar d’escrivent a la fàbrica coneguda com La Llana, Can Quer o Can Ramoneda, fins l’any 1936, i d’administratiu, a partir d’aquell any, a la Societat General de Cables Elèctrics a la que va haver de canviar per raons de salut.

### El temps de guerra i postguerra
Durant la Guerra Civil espanyola, els conjunts musicals modestos es van col·lectivitzar. Jaume Vilà i Mèlich es va unir com a tible al conjunt col·lectivitzat d'Albert Martí i Galceran.
Al 1938 va ser enrolat en la mobilització general a l'exèrcit republicà i va participar en la batalla de l'Ebre, com a suport logístic, com a sanitari i, fins i tot, com a músic. Una vegada finalitzada la guerra, després d’estar tancat durant uns mesos a un camp de concentració, va retornar a Cornellà de Llobregat, on va reprendre la seva feina a la Societat de Cables Elèctrics.
Tot i les dificultats pròpies de la guerra i de la repressió de la cultura catalana, els músics de La Principal del Llobregat es retrobaren. Just abans de finalitzar la guerra, la cobla actuà en el centre catòlic de l'Hospitalet de Llobregat amb Javimel al capdavant. L'any 1943, la cobla es veié forçada a fer una reorganització a partir d'una malaltia que afectà l'oïda de Jaume Vilà i Mèlich, el qual no va poder tocar instruments de vent, amb la qual cosa canvià el tible pel contrabaix fins a la seva jubilació. Un any després, Javimel compongué Cecília aimada.
L'any 1945 començà a treballar a la Siemens Indústria Elèctrica, S.A.
L'any 1954 va dirigir el Coro del Hogar del Productor i la Sección Coral de Educación y Descanso de Cornellà, integrats al Movimiento Nacional del règim franquista per a les caramelles de Pasqua d'aquell any. Mesos després, la seva sardana Cant Etern, amb lletra del poeta local Francesc Vintró i Soriano, que havia de ser estrenada i cantada pel tenor solista de l'Orfeó Català, Gaietà Renom, en la celebració del III Aniversari del Foment de la Sardana del Patronat Cultural i Recreatiu de Cornellà, no va passar la censura imposada pel Movimiento Nacional. Aquesta sardana va ser estrenada aquell dia amb el títol El roser del meu jardí en versió instrumental, tanmateix el públic, coneixedor de la lletra, la va cantar.

### Baixada dels escenaris i últimes composicions
L’any 1972 es jubila de la seva feina a la Siemens, en aquest moment ja feia quatre anys que havia passat la batuta al seu fill Josep Vilà i Figueras, després de quaranta anys a la direcció de la cobla.
Tot i la seva jubilació, va continuar produint sardanes i altre tipus de composicions musicals. Aquest mateix any, Joaquim Vilà i Folch va encomanar a Javimel musicar la seva obra teatral Per què surt de mare el Llobregat? que denunciava les conseqüències de la riuada del 20 de setembre de 1971, a causa de la falta d’una canalització reclamada pel veïnat. El compositor es va basar en el testimoni directe d’una de les damnificades, la seva filla Rosa Maria.

## Obres
Qualificat com un dels compositors que més van influir en el desenvolupament de la sardana al Baix Llobregat, és autor de trenta-sis sardanes, escrites entre 1927 i 1982, a més d'altres composicions i arranjaments diversos per a ballets populars, entre el que destaca la instrumentació per a cobla de La Gallarda del Pou, encarregat per Lluís Trullàs, director coreògraf de l’Esbart de l'Agrupació Cultural Folklòrica de Barcelona. Aquesta dansa, juntament amb El Botllet formen part d’un antic ball popular propi del Baix Llobregat, anomenat L’Espolsada. Aquesta instrumentació va ser estrenada per la Cobla La Principal del Llobregat i ballada per l’Esbart de l’Agrupació Cultural Folklòrica el 5 d’octubre de 1947 al Patronat Cultural Recreatiu de Cornellà.

### Sardanes
- Records de Can Ribot (1927)
- Gentil Dolors (1931)
- Cant d'estiu (1932)
- Cançó d'infant (1933)
- Els dansaires del Patronat (1934)
- Idil·li etern (1934), lletra de Domènech Parés
- Rialla de nina (1935)
- Remeió (1940)
- La del Test (1944)
- Concepció (1945)
- Cecília aimada (1948)
- Així us plau? (1949)
- El ratolí de casa (1950)
- La reina del Llobregat (s.d.)
- Crit de joia (1952)
- Anem cap al Padró (1952)
- El net de cal Ros (1952)
- Cant etern (1954), estrenada com El roser del meu jardí
- Frescor montserratina (1955)
- Ciutat de Sant Feliu (1956)
- A la plaça de Sant Jaume (1956)
- Avant sempre, Marigel (1958)
- L'Àngel de Puigflorit (1960)
- Els gegants de Cornellà (1962)
- De Pallejà a Sant Andreu (1962)
- Avant sempre, fins al cim! (1972)
- Ciutat de Cornellà (1972)
- L'aplec de Cornellà (1972)
- El meu comiat (1973)
- Tot dansant i recordant (1973)
- Units per la dansa (1973)
- Com dansen les Violetes! (1974)
- Joia a Can Barça (1974)
- Senyera de Cornellà (1975)
- Inquietud (1980)
- Amor i dansa (1982)

### Altres composicions
- Himne de Fraternitat
- Per què surt de mare el Llobregat?
- Obertura de Festival
- Entrada de colla
- Himne Rugby Club Cornellà
- Glossa de les Danses de Vilanova

### Arranjaments i instrumentacions
- La Gallarda del Pou (de Cornellà) (1947)
- El vals dels jubilats (adaptació)

### Ballets
- Les danses de Vilanova (versió escenificada)
- Ball cerdà de la Seu d’Urgell
- Ball Francès d’Enviny (ball típic del Pallars Subirà)
- L’Hereu Riera del Pallars
- Ball Els Cercolets de Sitges
- Ball de Cèrcols de Vilafranca
- La Morisca de Gurb de la Conca

## Reconeixements
- Gener de 1956: audició de sardanes en homenatge al compositor i “instrumentador” local Jaume Vilà i Mèlich al Patronat Cultural i Recreatiu de Cornellà de Llobregat organitzada per la junta del Foment i del Patronat.
- 13 de desembre de 1971: Acte d'homenatge a Jaume Vilà I Mèlich per la seva trajectòria per part de l'Ajuntament de Sant Feliu de Llobregat i diverses agrupacions culturals de la mateixa ciutat.[6]
- 21 de gener de 1973: Acte d'homenatge popular, amb el patrocini del Patronat Municipal de Cultura i Esports i l'organització de la Secció Sardanista de l'Orfeó Catalònia, amb motiu de la concessió del primer títol honorífic de Cornellanenc de Mèrit per part de l'Ajuntament de Cornellà de Llobregat.[1][7][8]
- 27 de febrer de 1987: Concert Recordança a Jaume Vilà I Mèlich, per part de la cobla La Principal del Llobregat, al Patronat Cultural i Recreatiu de Cornellà, amb el patrocini del Patronat Municipal de Cultura, Esports i Joventut.[1]
- 29 d'octubre de 1989: Acte institucional per part de l'Alcalde de Cornellà de Llobregat, José Montilla i Aguilera, amb motiu de la presentació de la placa que dona nom al carrer dedicat a Jaume Vilà i Mèlich "Javimel", a proposta d'Amics de la Sardana de Cornellà.[1]
- 2000: Enregistrament de dotze sardanes de Javimel interpretades per la Cobla La Principal del Llobregat, publicat en CD, el qual fou produït per l'Agrupació Sardanista Cornellà amb el suport de l'Ajuntament de Cornellà de Llobregat.[1]
- 2007: Diversos actes d’homenatge a Cornellà de Llobregat en motiu del centenari del naixement de Jaume Vilà i Mèlich, i descobriment d’una placa commemorativa en el tram del mur perimetral del Castell de Cornellà que dona al carrer de Javimel.[1]